# Aldus
Aldus Corporation est un éditeur de logiciel spécialisé dans la publication assistée par ordinateur (PAO). Il est principalement connu pour PageMaker, un des premiers logiciels de PAO. La société a été fondée par Jeremy Jaech, Mark Sundstrom, Mike Templeman, Dave Walter, et Paul Brainerd et doit son nom à l'imprimeur vénitien du XVe siècle, Alde Manuce. Aldus Corporation était basée à Seattle. 
Aldus a été acheté par Adobe en 1994.